# Піауї
Піауї (порт. Piauí) — штат Бразилії, розташований у Північно-східному регіоні, в районі сухої каатинги. Це 18-тий за населенням (3,2 млн) і 11-тий за площею (251 тис. км²) штат Бразилії. Межує із штатами Токантінс, Мараньян, Баїя, Сеара і Пернамбуку, омивається Атлантичним океаном. Столиця та найбільше місто штату — Терезіна. Скорочена назва штату «PI». Це один з найбідніших штатів Бразилії, починаючи ще з часу його заснування на початку XVII століття. В штаті майже немає промисловості, основне джерело прибутку — сільське господарство, особливо тваринництво великої рогатої худоби.

## Мезорегіони
Штат розділений на чотири адміністративно-статистичних мезорегіони:
- Північ штату Піауї
- Південний захід штату Піауї
- Південний схід штату Піауї
- Північно-центральна частина штату Піауї